# Wylie (Texas)
Wylie es una ciudad ubicada en el condado de Collin en el estado estadounidense de Texas. En el Censo de 2010 tenía una población de 41427 habitantes y una densidad poblacional de 452,9 personas por km².

## Geografía
Wylie se encuentra ubicada en las coordenadas 33°2′11″N 96°30′54″O / 33.03639, -96.51500. Según la Oficina del Censo de los Estados Unidos, Wylie tiene una superficie total de 91.47 km², de la cual 54.49 km² corresponden a tierra firme y (40.43%) 36.98 km² es agua.

## Demografía
Según el censo de 2010, había 41427 personas residiendo en Wylie. La densidad de población era de 452,9 hab./km². De los 41427 habitantes, Wylie estaba compuesto por el 71.17% blancos, el 12.41% eran afroamericanos, el 0.65% eran amerindios, el 5.55% eran asiáticos, el 0.07% eran isleños del Pacífico, el 6.85% eran de otras razas y el 3.3% pertenecían a dos o más razas. Del total de la población el 17.91% eran hispanos o latinos de cualquier raza.